# Pomnik Ofiar Stalinizmu w Katowicach
Pomnik Ofiar Stalinizmu w Katowicach − pomnik upamiętniający żołnierzy Konspiracyjnego Wojska Polskiego, Narodowych Sił Zbrojnych, zrzeszenia Wolność i Niezawisłość, samodzielnych grup poakowskich, więźniów politycznych okresu stalinowskiego działających na Górnym Śląsku, zamordowanych i pochowanych skrycie w latach 1945−1956.
Znajduje się na Cmentarzu przy ul. Panewnickiej w katowickiej dzielnicy Ligota. Składa się z trzech elementów architektonicznych usytuowanych po bokach jednej z cmentarnych alei w pobliżu kostnicy (kwatera nr 20).
Autorami projektu byli: Andrzej Grzybowski oraz Alina Borowczak-Grzybowska.

## Galeria

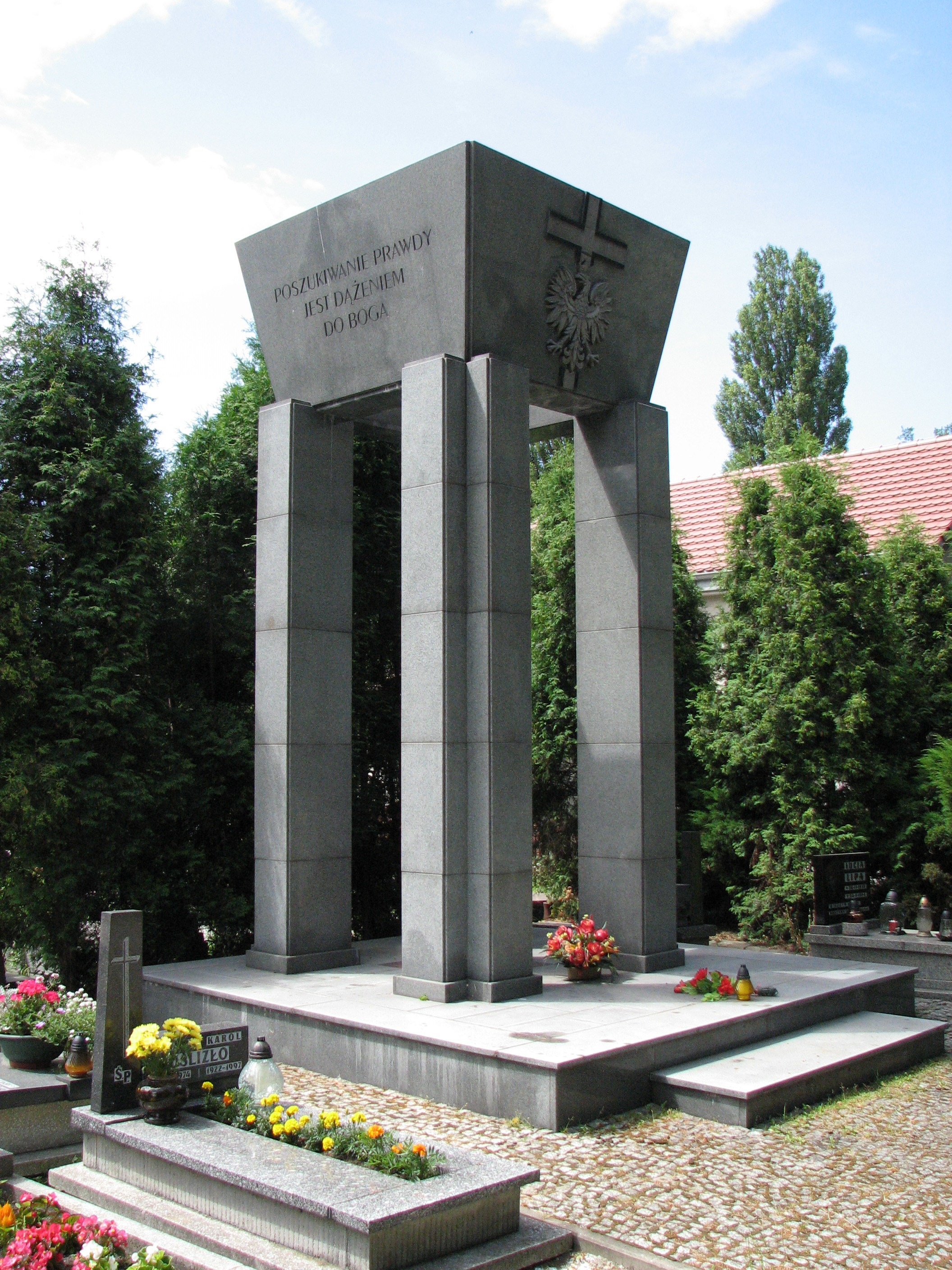
Pomnik
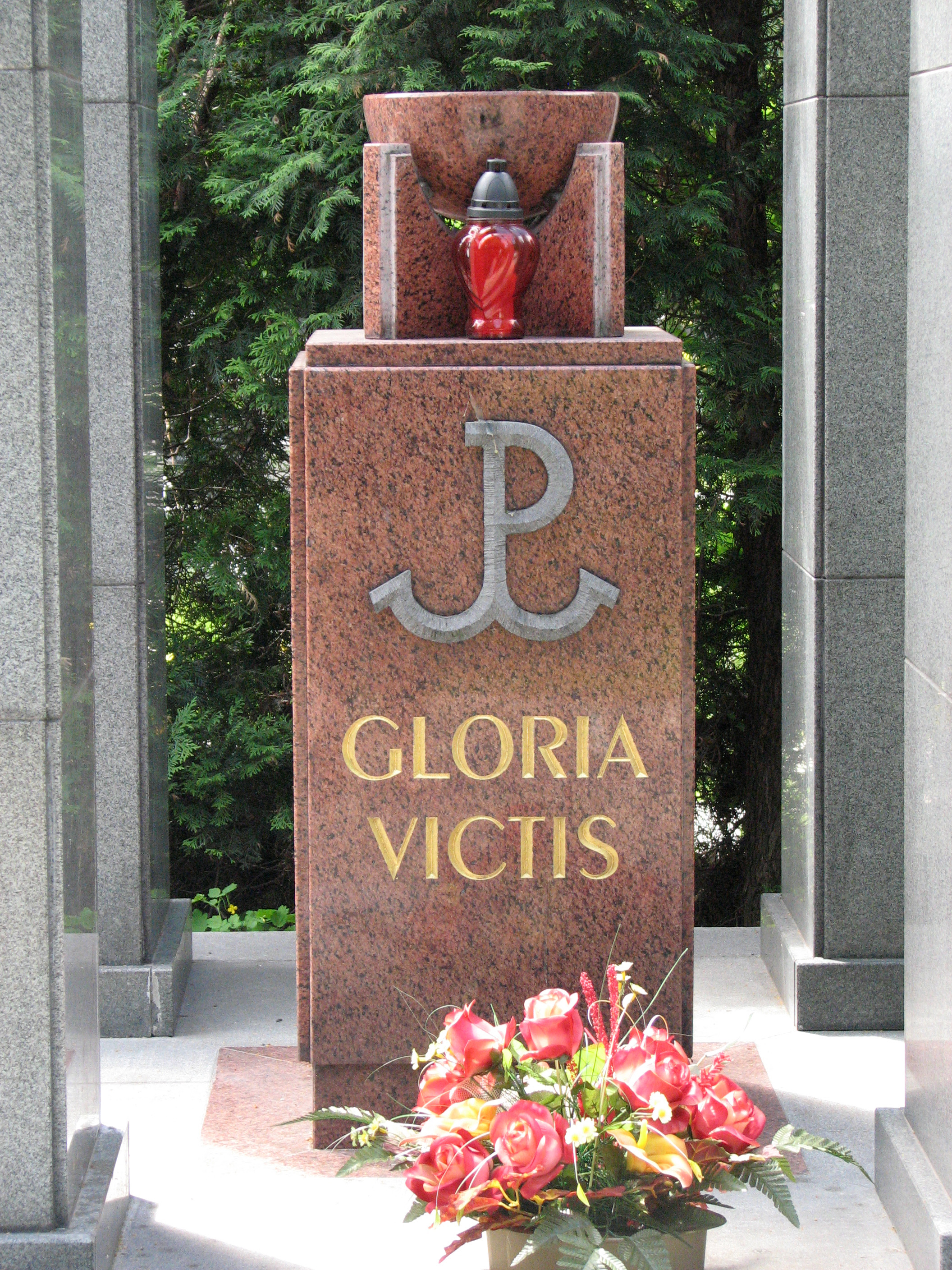
Postument pośrodku pomnika
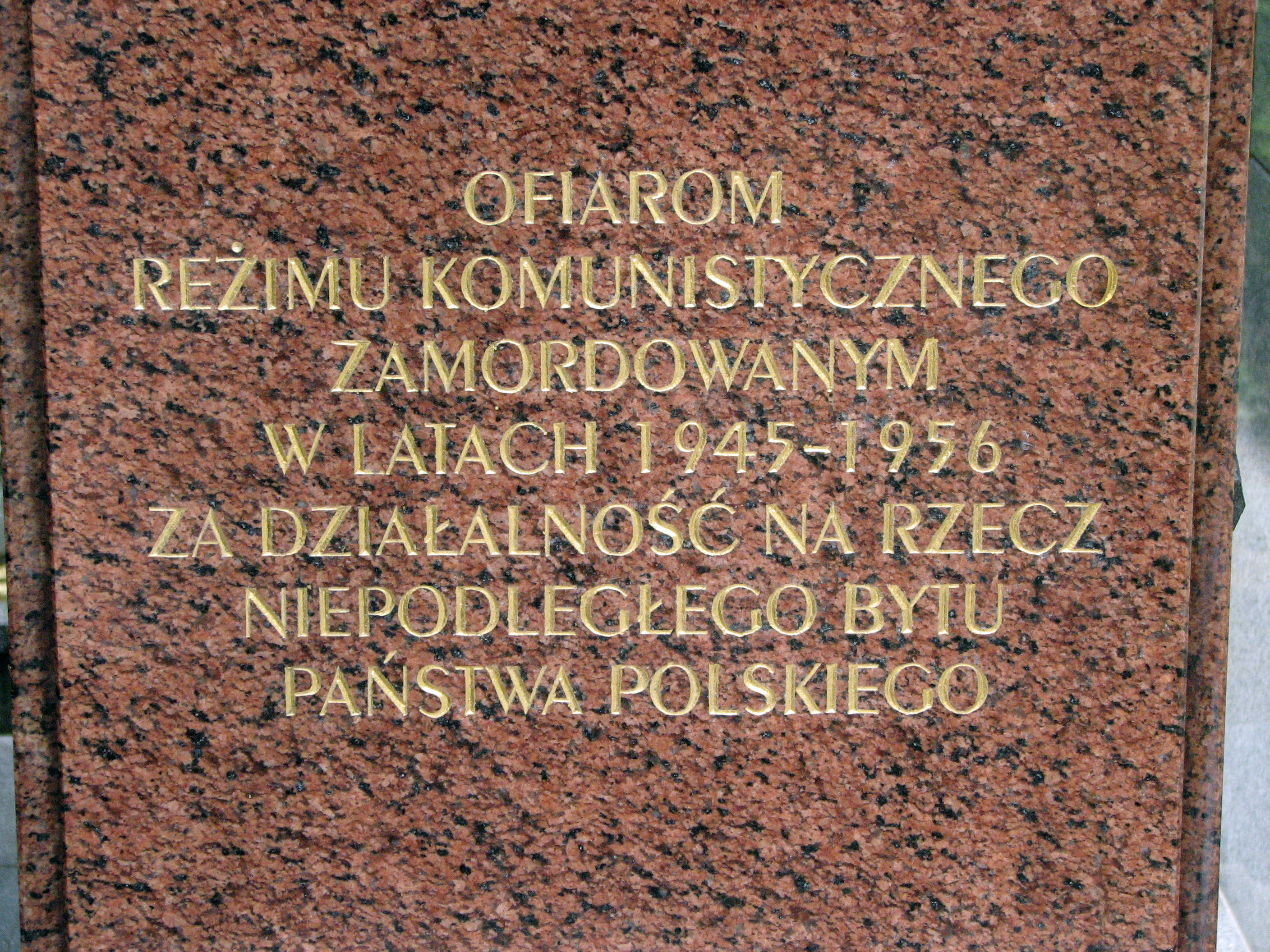
Inskrypcja na postumencie
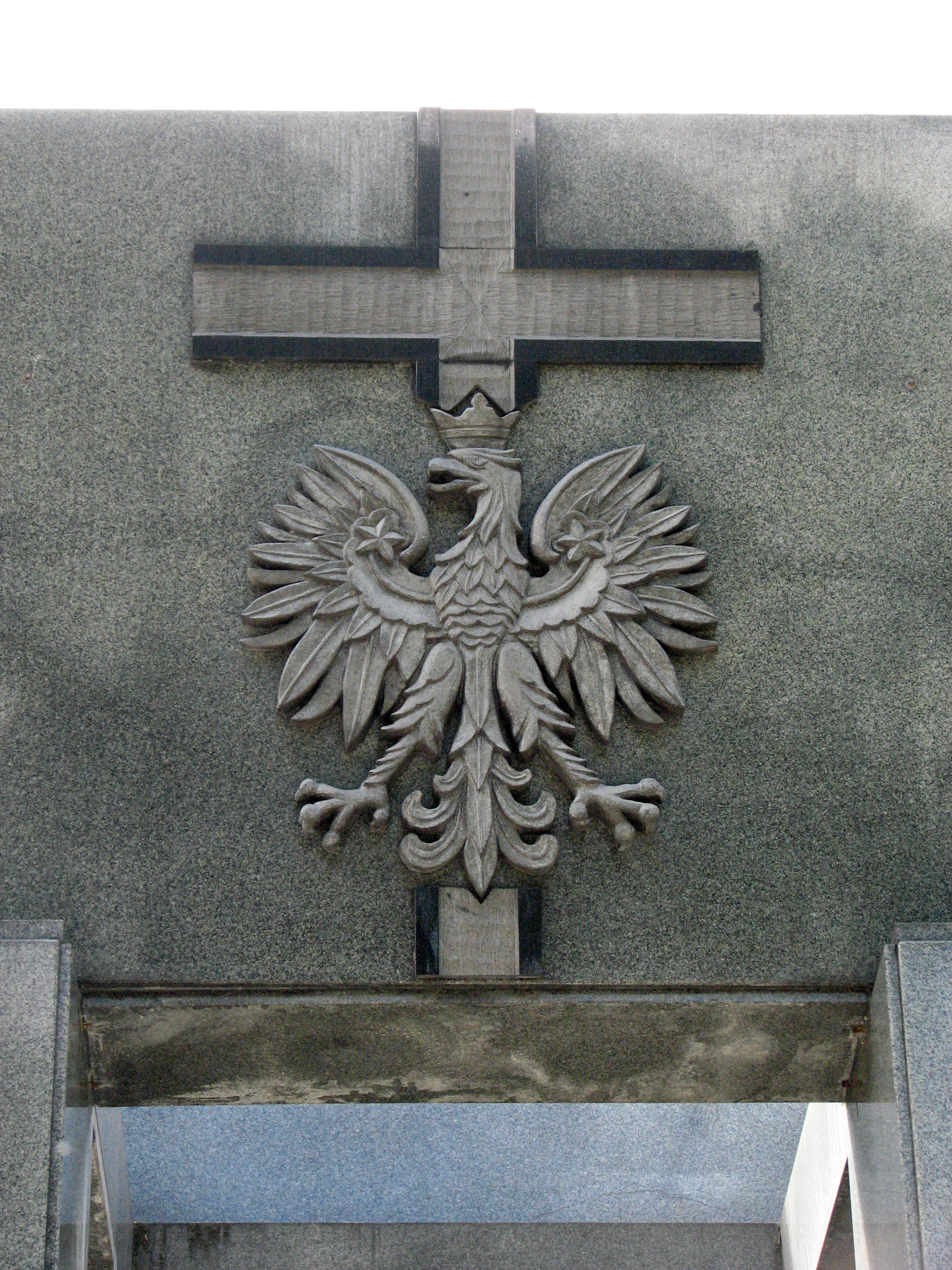
Godło na tle krzyża na zwieńczeniu pomnika
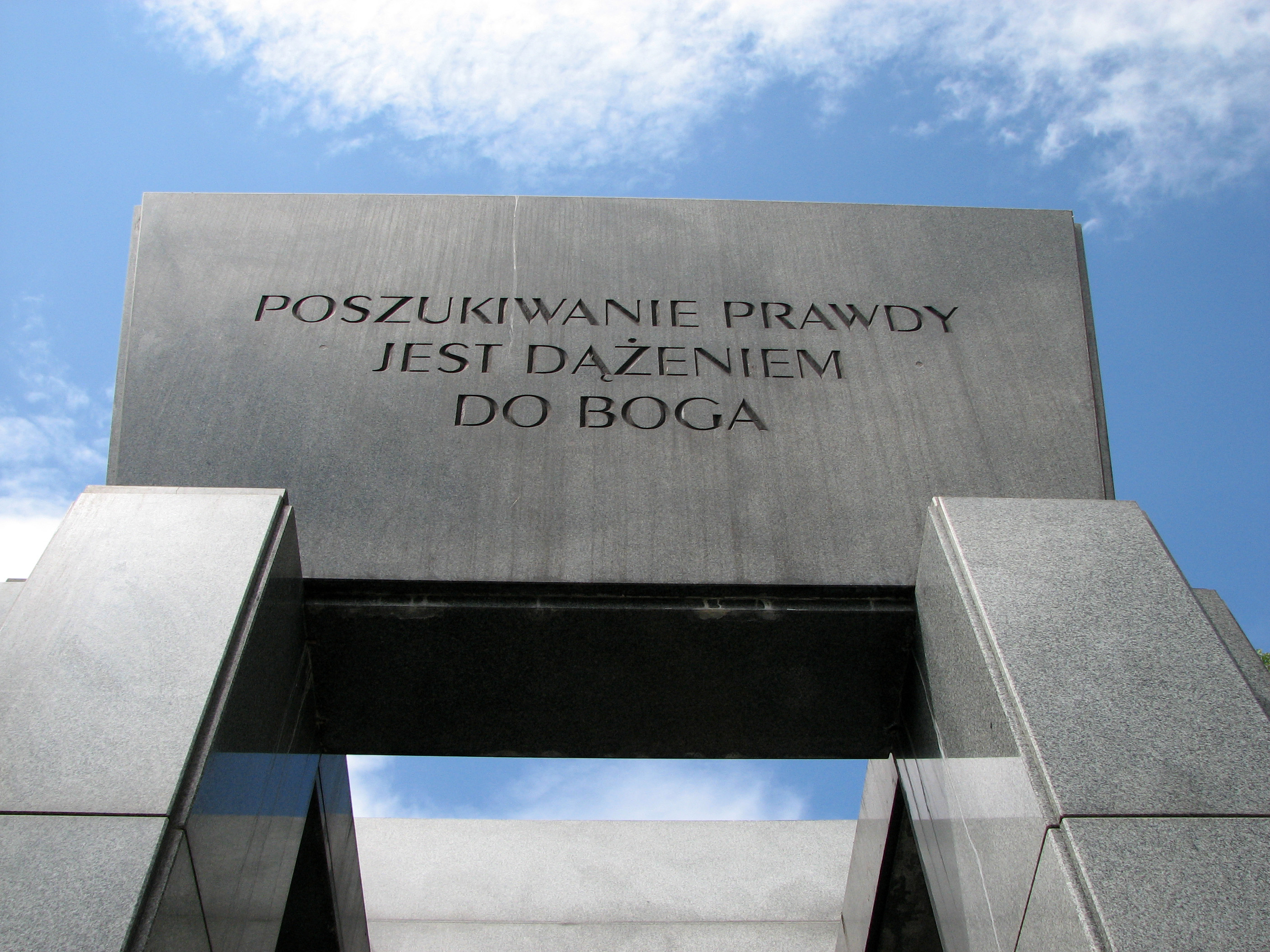
Inskrypcja na zwieńczeniu pomnika
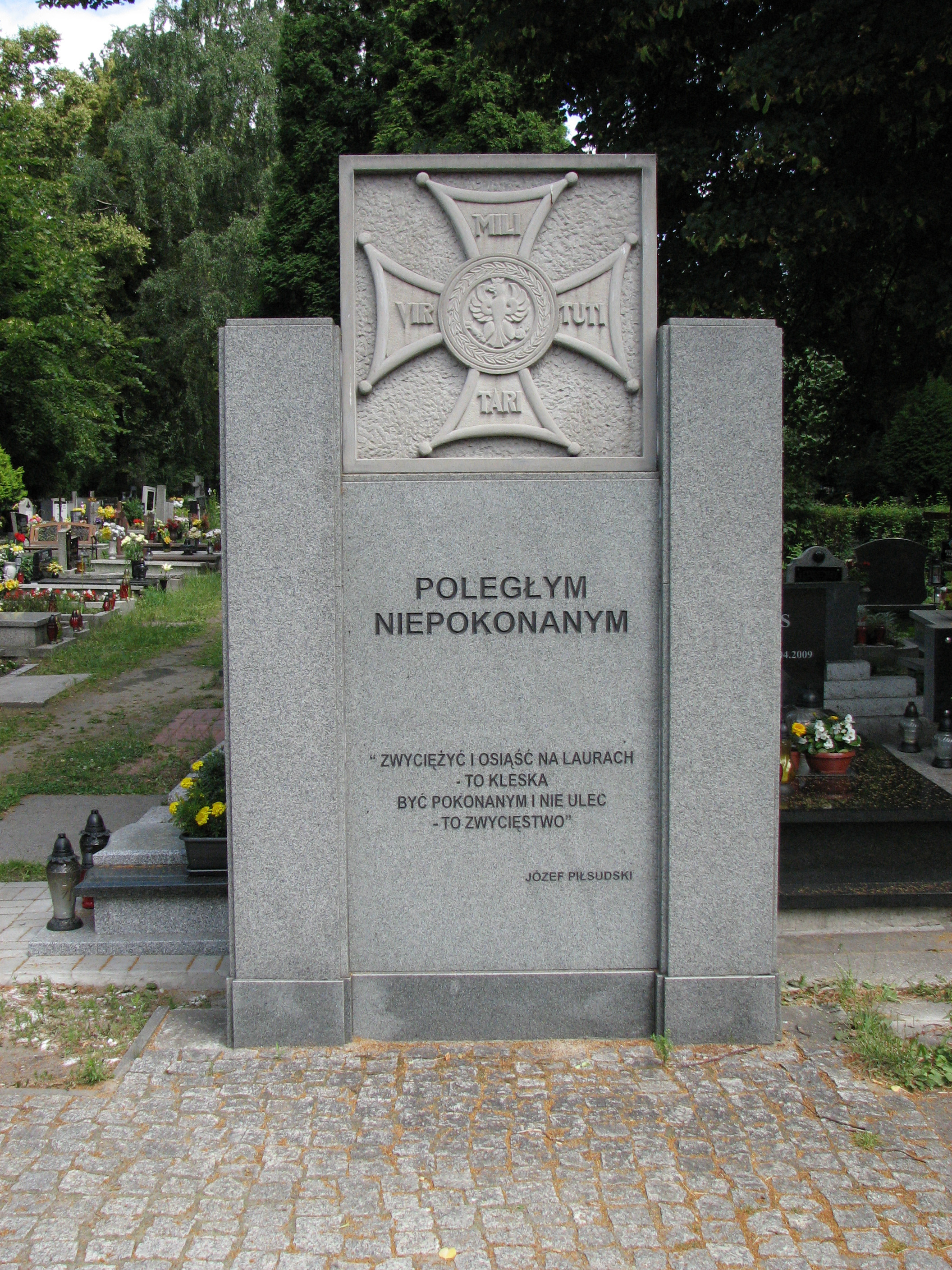
Tablica przy pomniku